# Way of the Warrior
Way of the Warrior é um jogo eletrônico de luta lançado em agosto de 1994 para o 3DO Interactive Multiplayer. Desenvolvido pela Naughty Dog para a Universal Interactive Studios, Way of the Warrior apresenta personagens em alta resolução, histórias detalhadas e ultra-violentos movimentos de finalização. Os jogadores têm que lutar contra lutadores diferentes, "sombra" o seu próprio personagem, e dois chefes de alcançar a vitória completa. Cada personagem tem um arsenal padrão de movimentos ofensivos e defensivos de combate, ataques combinados, e os movimentos especiais que mata o oponente derrotado de uma forma extrema.

## História
Os jogadores tiveram que lutar contra nove diferentes World Warriors, a sombra de seu personagem, em seguida, derrotar um dragão (abbott alta), e depois um Skelton (Kull), a fim de ser selado em "O Livro dos guerreiros." Cada personagem tinha um arsenal padrão de movimentos ofensivos e defensivos de combate, ataques combinados, e os movimentos especiais que matou o adversário derrotado de uma forma ultra-violentos. O jogo também teve vários personagens ocultos que podem ser destravados com um código secreto.

## Desenvolvimento
Produção de Way of the Warrior começou em 1993. Durante esse tempo, a Naughty Dog estava falida e mal tinha dinheiro para terminar o jogo. Amigos da empresa foram recrutados para retratar os personagens do jogo. Como a Naughty Dog não podia pagar um bluescreen ou qualquer tipo de cenário de captura de movimento, uma folha amarela foi colado a uma parede no apartamento de desenvolvedores. No entanto, o apartamento acabou por ser muito pequeno. Para filmar os movimentos do jogo, Jason Rubin teve que abrir a porta da frente e disparar a partir do corredor do apartamento. Os vizinhos acreditaram equivocadamente que a tripulação estava filmando filmes adultos kinky. Fronhas e lençóis, vários itens dentro do apartamento, McLanche Feliz do McDonald's e dons do knick baratas foram usados para criar os figurinos dos personagens. Para completar a experiência, Jason Rubin se juntaram e participaram ao retratar dois dos personagens no jogo. Após o jogo foi concluído, a Naughty Dog apresentou Caminho do Guerreiro de Mark Cerny da Universal Interactive Studios. Cerny estava satisfeito com o produto e concordaram em ter a Universal Interactive Studios ser a publicadora do jogo, bem como a assinatura, em Naughty Dog por três jogos suplementares.

## Recepção
Várias demonstrações foram enviados para várias revistas, mais uma demo jogável não aparecendo em discos sampler para o consumidor. Embora a resposta inicial foi muito positiva, o produto final foi mal recebido pela crítica e comercialmente. As críticas de seus controles sub-par (em parte graças ao projeto do controlador original lançado com o sistema 3DO), extrema dificuldade e qualidade da animação era grande. Caminho do Guerreiro, em última análise não conseguiu cumprir possui proclamada em anúncios de sua impressão de ter 9 fatalidades por personagem e ser mais violento do que Mortal Kombat. Acabou amplamente considerado um outro clone de Mortal Kombat, embora de uma maior qualidade do que a maioria.